# Incendio en el penal de Magdalena
El 15 de octubre de 2005, 33 personas que se encontraban detenidas en la Unidad nº 28 de Magdalena murieron asfixiadas o quemadas como consecuencia de un incendio ocurrido en el mismo.

La cárcel es una dependencia del Servicio Penitenciario Bonaerense. 
La mayoría de los detenidos lo estaban bajo el régimen de prisión preventiva. Familiares de las víctimas junto a organizaciones de Derechos Humanos reclaman que la causa sea elevada a juicio oral.

## Agravantes
Los miembros del Servicio Penitenciario omitieron deliberadamente asistir a las personas que se estaban asfixiando a raíz del incendio. Además de no realizar tareas de rescate les impidieron, a aquellos presidiarios que pudieron escaparse del incendio, salir, disparándoles con munición antitumulto.
De los 58 presos del pabellón murieron 33. La mayoría eran jóvenes menores de 26 años y ninguno estaba preso por delitos importantes: era un pabellón de presos de conducta ejemplar y solamente dos de ellos habían sido condenados.
La red de cañerías contra incendio nunca funcionó porque las bombas de agua carecían de conexión eléctrica, los guardias penitenciarios no abrieron la puerta de emergencia y no funcionaban la mitad de los 55 extinguidores para fuego.
Fue la peor masacre en la historia del Servicio Penitenciario en la Argentina.
Por la muerte de 33 detenidos, el Tribunal Oral Criminal 5 de La Plata (jueces Carmen Palacios Arias, María Isabel Martiarena y Ezequiel Medrano) condenó a tres de los diecisiete penitenciarios que llegaron a juicio por la masacre en el penal de Magdalena.
El Tribunal decidió condenar tan solo a quien estaba a cargo de la apertura y cierre de puertas, a quien estuvo a cargo del operativo represivo y al jefe de la Unidad. 
Los condenados son el exdirector de la Unidad, Daniel Oscar Tejeda, el entonces jefe de guardia Raimundo Héctor Fernández y el oficial a cargo, Rubén Alejandro Montes de Oca.
Por su parte, el Tribunal absolvió a Cristian Alberto Núñez, Carlos Augusto Bustos, Mauricio Alejandro Giannobile, Jorge Luis Marti, Gualberto Darío Molina, Maximilano Morcella, Gonzalo Rafael Pérez, María del Rosario Roma, Juan César Romano, Marcos David Sánchez, Juan Emiliano Santamaría, Marcelo Fabricio Valdiviezo, Eduardo Gabriel Villarreal y Juan Eduardo Zaccheo.
Reimundo Héctor Fernández fue condenado a 25 años de prisión por considerarlo penalmente responsable de los delitos de homicidio simple y tentativa de homicidio simple cometidos con dolo eventual contra los 33 detenidos que murieron esa noche. Por los mismos delitos, Rubén Alejandro Montes de Oca, quien estaba encargado de la apertura y el cierre de las puertas, fue condenado a 10 años de prisión. Además, el Tribunal condenó a quien en ese momento era jefe de la Unidad, Daniel Tejeda, a la pena de 5 años de prisión por el delito de estrago culposo.